# Universidad de Kordofán
La Universidad de Kordofán (en árabe:  جامعة كردفان) es una universidad pública sudanesa en El-Obeid, miembro de la Federación de Universidades del Mundo Islámico.